# Atabey

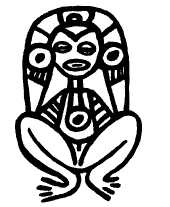
Ilustración de uno de los petroglifos de Caguana en los que aparece un ser híbrido entre mujer y rana que probablemente representaba a Atabey.

Atabey es el nombre de una divinidad femenina de los taínos, pueblo casi extinto, de origen arahuaco que ocupó una gran parte del archipiélago de las Antillas, ribereño del mar Caribe. En la mitología taína, Atabey era el principio femenino del mundo, y fue madre de Yúcahu, el principal dios de los taínos que, entre otros atributos, era la divinidad de la yuca. La concepción de Yúcahu en Atabey se realizó sin mediación de ninguna potencia masculina, por lo que Yúcahu no tuvo padre y Atabey es el principio de los demás dioses. Además de ser diosa madre, Atabey fue divinidad de la Luna, el mar, la fertilidad y el nacimiento. Los taínos rendían honores a esta diosa, y probablemente una de sus representaciones corresponda con un ser híbrido entre mujer y rana, como aparece en petroglifos del Centro Ceremonial Indígena de Caguana. 

## En la literatura
La simbología de Atabey (y de su avatar Guabancex) es uno de los cimientos temáticos fundamentales del thriller histórico Los hijos de la Diosa Huracán, de la escritora Daína Chaviano (Grijalbo-Random House, 2019). En la novela, esta deidad es personaje y elemento clave para desarrollar y resolver los misterios de la trama.      